# سارا مالدونادو
سارا مالدونادو فوئنتس (به انگلیسی: Sara Maldonado Fuentes) (زادهٔ ۱۰ مارس ۱۹۸۰) بازیگر مکزیکی است. او برای بازی در سریال ارورا در ایران شناخته می‌شود.

## زندگی‌نامه
سارا مالدونادو فوئنتس در زالاپا، وراکروس، مکزیک زاده شد. او دو برادر بزرگتر به نام ماریو و عیسی و یک خواهر به نام فابیولا دارد.
او به مدت ۲ سال در مرکز آموزش هنر Televisa اقدام به مطالعه کرد. هم چنین او در در سال ۲۰۰۴، هنگامی که در ونکوور، کانادا زندگی می‌کردند، انگلیسی را مورد مطالعه قرار داد.
مالدونادو در مسابقهٔ زیبایی مکزیکی "چهره هرالد" که توسط یک روزنامه نگار مکزیکی به نام "هرالد" برگزار شد، شرکت کرد و مقام اول را به دست آورد.

## زندگی شخصی
در تاریخ ۱۳ دسامبر ۲۰۰۷، مالدونادو با یک تهیه کنندهٔ فیلم به نام بیلی رووزار ازدواج کرد. در فوریه ۲۰۱۱، این دو نفر از هم طلاق گرفتند.

## فیلم شناسی

### سریال ها
| سال       | مجموعهٔ تلویزیونی  | نقش                    | کانال   |
| --------- | ----------------- | ---------------------- | ------- |
| ۲۰۱۱-۲۰۱۲ | فرمان هشتم        | لورنا آلوارز           | آرگوس   |
| ۲۰۱۱      | ملکهٔ جنوب         | لا رینا دل سور         | تلموندو |
| ۲۰۱۱-۲۰۱۰ | ارورا             | ارورا پونسه د لئون     | تلموندو |
| ۲۰۰۷-۲۰۰۸ | تندر در بهشت      | آیمار لازکانو براوو    | تلویزا  |
| ۲۰۰۶      | حیوانات وحشی جهان | پائولینا کروانتس براوو | تلویزا  |
| ۲۰۰۴      | محدودیت قلب       | دیانا آنتیلوین         | تلویزا  |
| ۲۰۰۲-۲۰۰۳ | کلاس ۴۰۶          | تاتیانا دل مورال       | تلویزا  |
| ۲۰۰۱      | بازی زندگی        | لورنا آلوارز           | تلویزا  |

### تله فیلم
| سال  | تله فیلم  | نقش            | کانال                          |
| ---- | --------- | -------------- | ------------------------------ |
| ۲۰۱۰ | کاپادوکیا | مونسرات اولموس | اچ بی او آمریکای لاتین - آرگوس |